# Susumu Ōki
Susumu Ōki (jap. 大木 勉, Ōki Susumu; * 23. Februar 1976 in Matsuyama, Präfektur Ehime) ist ein ehemaliger japanischer Fußballspieler. Er spielte überwiegend als Stürmer und war für seine Vielseitigkeit und seinen Einsatz auf dem Spielfeld bekannt.

## Karriere
Nach dem Abbruch seines Studiums an der Aoyama-Gakuin-Universität begann Ōki 1995 seine Profikarriere beim japanischen Erstligisten Sanfrecce Hiroshima. Im Jahr 2000 wechselte er zum J2-League-Club Oita Trinita, kehrte jedoch bereits 2001 zu Sanfrecce Hiroshima zurück, wo er sich als Stammspieler etablierte.
Aufgrund einer Verletzung kam er im Jahr 2006 kaum noch zum Einsatz und wechselte 2007 zu seinem Heimatverein Ehime FC. Dort spielte er bis zu seinem Karriereende im Jahr 2012. Insgesamt absolvierte Ōki 275 Ligaspiele und erzielte 39 Tore in der Liga.

## Nationalmannschaft
Im April 1995 wurde Ōki in die japanische U-20-Nationalmannschaft für die Junioren-Weltmeisterschaft berufen. Während des Turniers bestritt er alle vier Spiele und erzielte ein Tor gegen Chile.